# Physalis gracilis
Physalis gracilis ist eine Pflanzenart aus der Gattung der Blasenkirschen (Physalis) in der Familie der Nachtschattengewächse (Solanaceae). Sie kommt in Mittelamerika und Mexiko vor.

## Beschreibung
Physalis gracilis sind aufrecht oder kletternd wachsende, krautige Pflanzen mit bis zu 1,2 m Höhe. Die Sprossachsen sind unbehaart bis filzig behaart, die Trichome sind auffällig, 1 bis 1,5 mm lang. Der untere Teil der Sprossachse verkahlt im Alter, an den leicht geschwollenen Knoten bleibt die Behaarung bestehen. Aus den Knoten wachsen gelegentlich Wurzeln und bilden ein Adventivwurzelsystem. Die Laubblätter sind bis zu 10 cm lang, eiförmig, an der Spitze zugespitzt, an der Basis abgerundet oder abgestumpft. Der Rand ist beinahe ganzrandig, die Blattspreite ist mit einigen kurzen Trichomen besetzt. Der Blattstiel ist so lang wie die Blattspreite oder etwas kürzer und an der Oberseite leicht behaart.
Die schlanken, 7 bis 21 mm langen Blütenstiele sind zur Blühphase länger als der Kelch und mit langen, aufrechten und abstehenden Trichomen besetzt. Die Blüten besitzen einen etwa 5 bis 10 mm langen Kelch, dessen Kelchzipfel zugespitzt-dreieckig sind, oftmals zurückgebogene Spitzen besitzen, um den Mittelnerv emporgebogen sind und unbehaart oder dicht mit langen, aufrechten und abstehenden Trichomen besetzt ist. Die Krone besitzt in der Mitte ein dunkel gezeichnetes, auffälliges „Auge“, ist 9 bis 13 mm lang und biegt sich zurück, so dass die vollkommen geöffnete Krone einen Durchmesser von bis zu 16 mm besitzt. Die Staubfäden sind schlank, aber etwas abgeflacht, die Staubbeutel sind gelb oder blau, 3 bis 4 mm lang.
Die Früchte sind 8 bis 15 mm große Beeren, die an einem schlanken bis etwas verdickten Stiel von 10 bis 20 mm Länge stehen. Der sich vergrößernde Kelch ist zehnkantig oder drehrund, 20 bis 30 mm lang und mit vereinzelten langen Haaren besetzt, die nicht an den Kelchrippen stehen.
Die Chromosomenzahl beträgt 2n = 24.

## Ähnliche Arten
Typisch für diese Art ist die lange, weißliche Behaarung nahe und an den Knoten und am Kelch. Bei Physalis lagascae stehen die Kelchhaare jedoch nah an den Kelchrippen, die bei Physalis gracilis nahe den Rippen stehenden Haare zeigen keinerlei Zeichen, dass sie diesen entspringen. Die Staubbeutel sind größer als bei anderen Arten, zudem teilt sich die Art den zehnkantigen Kelch mit der Art Physalis angulata.

## Vorkommen und Standorte
Das Vorkommen der Art erstreckt sich von Bocas del Toro (Panama) nach Westen durch ganz Mittelamerika bis ins nördliche Mexiko. Die Art bevorzugt feuchte Standorte.